# Мелінда Надь Абоньї
Мелінда Надь Абоньї (угор. Nagy Abonyi Melinda; 22 червня 1968 в Бечей, Соціалістична Федеративна Республіка Югославія, сьогоднішня Сербія) — угорсько-швейцарська письменниця, музикантка. У 2010 році виграла Німецьку книжкову премію і Schweizer Buchpreis.

## Біографія
Мелінда Надь Абоньї народилася у провінції Бечей, а у віці 5 років переїхала з тодішньої Югославії до Швейцарії. Її родина належала до угорської меншини в Югославії. 1973 вона приїхала з батьками в німецькомовну Швейцарію, вивчила німецьку як мову нового оточення набагато швидше за батьків, для яких потім часто перекладала усно. Надь Абоньї закінчила навчання у Цюрихському університеті у 1997 році з Lizenziatsgrad. Тим часом вона отримала швейцарське громадянство і вже довго живе в Цюриху.
Як укладачка літературних текстів у 2004 році вона взяла участь у Конкурсі Інґеборґа Бахмана в Клаґенфурті. Вона виступила з соло-перформансом, а також з репером Jurczok 1001 як музикантка зі співом і скрипкою.
Надь Абоньї — член спілки Авторок і Авторів Швейцарії. 
У 2010 році вийшов її роман Голуби злітають, що містить автобіоґрафічні елементи. У цій книзі вона розповідає про родину Кошичів, представників угорської меншини в Банаті, які переселяються до Цюриха. Роман відзначили Німецькою Книжковою Премією у 2010 році. Відзнака вперше надана авторці зі Швейцарії. За той самий твір Надь Абоньї отримала й Швейцарську Книжкову Премію у 2010-му році.
У 2017 з'явився роман Schildkrötensoldat, за який вона отримала Schillerpreis der Zürcher Kantonalbank.

## Нагороди
- Kulturelle Auszeichnung des Kantons Zürich 1998.
- Werkbeitrag des Bundesamtes für Kultur 1998.
- Werkjahr der Marianne und Curt Dienemann-Stiftung 1998.
- Stipendium am Literarischen Colloquium Berlin 2000.
- Hermann-Ganz-Preis 2001.
- Werkbeitrag der Cassinelli-Vogel-Stiftung 2001.
- Anerkennungsgabe der Stadt Zürich 2004.
- Werkbeitrag der Schweizer Kulturstiftung Pro Helvetia 2006.
- Grenzgänger-Stipendium der Robert Bosch Stiftung.[7]
- Німецька книжкова премія 2010.[8]
- Schweizer Buchpreis 2010.[9]
- Literatur-Werkjahr der Stadt Zürich 2010.[10]
- Schillerpreis der Zürcher Kantonalbank für ihren Roman Schildkrötensoldat 2018

## Праці

### Надруковані тексти
- Der Mann ohne Hals und Canal Grande. In: Renate Nagel, Regula Walser (Hrsg.): Sprung auf die Plattform. Nagel & Kimche, Zürich 1998, ISBN 3-312-00243-5.
- Mensch über Mensch. Texte zu Bildern von Per Traasdahl. Kunstnetzwerk, München 2001, ISBN 3-00-007673-5.
- Im Schaufenster im Frühling. Roman. Ammann, Zürich 2004, ISBN 3-250-60073-3.[11]
- Голуби злітають. Roman. Jung und Jung, Salzburg 2010, ISBN 978-3-902497-78-9.[12]
- Schildkrötensoldat. Roman. Suhrkamp Verlag, Berlin 2017, ISBN 978-3-518-42759-0.

### Фонограма
- Voice Beatbox Violin (CD und Kurzprosa, zusammen mit Jurczok 1001). Masterplanet 2006.
- Jenci. Auf der Kompilation Sounds from Home / La Suisse international. faze records 2006.
- Verhören. (gemeinsam mit Balts Nill). Intakt Records 2014.

### Театр
- Mond? Mond!  Eine chorische Erzählung. Uraufgeführt im Theater 611, Luzern, August 2006.
- Tauben fliegen auf. Uraufgeführt im Luzerner Theater, 10. März 2017.

### Радіо
- Aus einem Hund wird kein Speck. Radio DRS 2, gesendet am 2. Oktober 2006.

### Онлайн-публікації
- Knopfloch. Ein Einteiler. masterplanet.ch, online seit 20. April 2007
- Und einmal. masterplanet.ch, online seit 20. April 2007